# 彼得罗·凡纳
彼得罗·凡纳（義大利語：Pietro Fanna，1958年6月23日—），意大利男子足球运动员，司职中场、边锋。他曾代表意大利国奥队参加1984年夏季奥林匹克运动会足球比赛，获得第四名。